# Aurivilliola aurivillii
Aurivilliola aurivillii is een hooiwagen uit de familie Sclerosomatidae. De wetenschappelijke naam van Aurivilliola aurivillii gaat terug op Thorell.